# Adolf Ficker
Adolf Ficker (* 13. Juni 1816 in Olmütz, Kaisertum Österreich; † 12. März 1880 in Wien, Österreich-Ungarn) war ein österreichischer Philologe, Historiker und Statistiker.

## Leben
Adolf Ficker besuchte in Wien das Gymnasium und studierte an der Universität Wien Philosophie und Rechtswissenschaften. Er wirkte von 1840 bis 1843 als Lehrer der Klassischen Philologie am Lyzeum in Laibach und danach bis 1853 an der Universität zu Olmütz und am k.k. I. Staatsgymnasium Czernowitz. 1853 wurde er als Ministerialsekretär in die Direktion für administrative Statistik nach Wien berufen und 1864 an deren Spitze gestellt.
Auf den internationalen statistischen Kongressen in Berlin (1863), in Den Haag (1869), in Sankt Petersburg (1872) und Pest (1876) vertrat er die österreichische Regierung. Nicht minder als um die amtliche Statistik, machte er sich, 1870 als Referent für Gymnasien und Realschulen in das Unterrichtsministerium berufen, um das österreichische Schulwesen verdient, das er auch als Statistiker förderte. Seit 1873 bekleidete Ficker mit dem Titel eines Sektionschefs die Stellung eines Präsidenten der statistischen Zentralkommission.
1875 begründete er die Wiener Statistische Monatsschrift.

## Schriften
- Beiträge zur ältesten Geschichte der Bukovina u. ihrer Nachbarländer. Die Goten und Daker. Czernowitz 1852
- Bevölkerung der Österreichischen Monarchie in ihren wichtigsten Momenten statistisch dargestellt. Gotha: Perthes 1860
- Die Bevölkerung des Königreichs Böhmen in ihren wichtigsten statistischen Verhältnissen. Wien: Hölzel, 1864
- Die Völkerstämme der österreichisch-ungarischen Monarchie, ihre Gebiete, Gränzen und Inseln: Historisch, geographisch, statistisch dargestellt. Mit 4 Karten. Wien: K. K. Hof- und Staatsdr. 1869
- Geschichte, Organisation einer Statistik des österreichischen Unterrichtswesens. Wien 1873, 2 Bände
- Jahresberichte des Unterrichtsministeriums für 1870-72. Wien 1871–73
- J. G. Fichtes Gedanken über Erziehung. Crimmitschau 1881
- Herzog Friedrich II., der letzte Babenberger. Innsbruck: Verlag der Wagner’schen Uni.-Buchhandlung, 1884.